# Bol'šaja Ussurka
La Bol'šaja Ussurka (in russo Большая Уссурка?; fino al 1972 conosciuta come Iman) è un fiume dell'Estremo oriente russo (Territorio del Litorale), affluente di destra dell'Ussuri (bacino idrografico dell'Amur).
Il fiume ha origine alle pendici occidentali dei monti Sichotė-Alin' vicino alla città di Dal'nerečensk.
La foce del fiume si trova a 357 km dalla foce dell'Ussuri. La lunghezza è di 440 km, il bacino idrografico è di 29 600 km². Le rive del fiume sono ripide composte da terreni argillosi. Il letto del fiume è moderatamente tortuoso, con una larghezza media di 80-100 m Durante le piene nei luoghi di espansione della valle, il fiume può traboccare fino a una larghezza di 200-300 m.
I suoi maggiori affluenti sono: Malinovka, Marevka, Dal'njaja e Armu.